# Adam Malik
Adam Malik Batubara (Pematangsiantar, 22 de julio de 1917-Bandung, 5 de septiembre de 1984) fue un político, diplomático y periodista indonesio, que se desempeñó como ministro de asuntos exteriores y el tercer vicepresidente de Indonesia. También fue presidente de la Asamblea General de las Naciones Unidas entre 1971 y 1972, durante el vigésimo sexto período de sesiones.

## Biografía

### Primeros años
Nació en Pematangsiantar, en la provincia de Sumatra Septentrional, cuando aún pertenecía a las Indias Orientales Neerlandesas. Era Abdul Malik Batubara y en Salamah Lubis. Provenía de una familia musulmana de Batak Mandailing del clan Batubara. Estudió en una escuela primaria administrada por neerlandeses y en una escuela religiosa. Después de completar la secundaria, realizó su primer trabajo como comerciante, completando el tiempo leyendo libros.
Rápidamente desarrolló un interés en la política y, a los 17 años, se convirtió en el presidente de la filial en Pematangsiantar del Partindo (Partido de Indonesia). En este cargo, hizo campaña para que el gobierno colonial neerlandés otorgue la independencia a Indonesia. Como resultado, fue encarcelado por desobedecer la prohibición del gobierno colonial a las asambleas políticas. Una vez que fue liberado, se mudó a Yakarta.

### Carrera
Después de dejar su ciudad natal, buscó un trabajo como periodista. Escribió para la revista del Partido de Indonesia, y en 1937, junto con colegas afines, formó la agencia de noticias Antara. Continuó en la política, siendo miembro de Persattien Perdjoeangan (Frente de Lucha) en apoyo a la independencia indonesia, declarada el 17 de agosto de 1945.
Tras la independencia, fue uno de los fundadores del Partai Rakjat (Partido Popular) en 1946, y del Partido Murba dos años más tarde, siendo allí miembro ejecutivo hasta 1964. En 1956 fue elegido miembro del Consejo de Representantes del Pueblo (cámara baja del Parlamento) y, en 1959, fue nombrado miembro del Consejo Consultivo Supremo Provisional.
Posteriormente, ese mismo año fue nombrado embajador en la Unión Soviética y Polonia. En 1962 fue nombrado presidente de la delegación de Indonesia para las negociaciones con los Países Bajos para la entrega de la Nueva Guinea Neerlandesa a Indonesia. Luego se desempeñó como ministro de comercio antes de ser nombrado ministro para la implementación de la economía guiada en el gabinete de Sukarno.

#### Ministro de Asuntos Exteriores
En marzo de 1966, Sukarno perdió sus poderes ejecutivos cuando los pasó al teniente general Suharto a través de un decreto presidencial. Tras ello, el gabinete fue reorganizado y Malik asumió el cargo de ministro de asuntos exteriores. Meses antes, en septiembre de 1965, había formado un triunvirato con Suharto y Hamengkubuwono IX, quedando a cargo de los asuntos políticos y extranjeros.
Como ministro de asuntos exteriores, realizó viajes a países occidentales para reprogramar los pagos de la deuda externa de Indonesia. También renunció al Partido Murba en 1966 para ponerse en línea con las políticas económicas más abiertas del nuevo régimen, ya que el partido había rechazado las inversiones extranjeras. En 1967, junto con los ministros de asuntos exteriores de Malasia, Filipinas, Tailandia y Singapur formaron oficialmente la ASEAN en un intento por formar un frente unido ante la expansión comunista en Vietnam.
Cuando Suharto fue finalmente electo como presidente en 1968, Malik continuó como ministro de asuntos exteriores. En 1970, consolidó su posición con el régimen al unirse oficialmente al partido Golkar. Como Suharto no mostró mucho interés en la política exterior en los primeros años de su presidencia, Malik también actuó como representante de Indonesia y de Suharto en las cumbras internacionales.
Como ministro, tuvo diferencias con los generales de las Fuerzas Armadas de Indonesia de Suharto, como el general Maraden Panggabean, en cuanto a la forma en que Indonesia debería abordar su política exterior en el sudeste asiático. Los generales querían que Indonesia y sus vecinos regionales en la ASEAN tuvieran una cooperación de seguridad más estrecha y vigente. Los generales también estaban a favor de enviar tropas indonesias para ayudar a los vietnamitas del sur en la guerra de Vietnam. Por otro lado, Malik insistió en que la ASEAN debería ser solo sobre cooperación económica, no militar.
En septiembre de 1971, fue elegido presidente de la Asamblea General de las Naciones Unidas. Desde 1966, cuando asumió como ministro, había liderado las delegaciones indonesias en las sesiones de la Asamblea General.
Estuvo brevemente involucrado en la crisis que llevaría a la invasión indonesia de Timor Oriental. Malik le había asegurado a una delegación timorense oriental encabezada por José Ramos-Horta que Indonesia no estaría involucrada en la cuestión. Suharto al principio apoyó esta postura, pero en 1975, fue convencido por sus generales para intervenir e invadir.

#### Vicepresidencia
En octubre de 1977, fue reemplazado como ministro de asuntos exteriores cuando asumió la presidencia de la Asamblea Consultiva Popular (parlamento). Ocupó el cargo por pocos meses, hasta marzo de 1978, cuando fue designado vicepresidente. En ese cargo, no temió criticar al gobierno. En 1979, admitió que el régimen de Suharto había violado el espíritu de la constitución de 1945. También criticó el creciente feudalismo. En 1981, comentó sobre la corrupción en el gobierno, refiriéndola como una «epidemia». Dejó la vicepresidencia en marzo de 1983.

### Fallecimiento
Falleció en Bandung el 5 de septiembre de 1984, a los 67 años, a causa de un cáncer de hígado.

## Distinciones
- Malasia: Gran Comandante Honorario de la Orden del Defensor del Reino (1970).[13]
- Naciones Unidas: Premio Dag Hammarskjold (1982).[12]